# IÉSEG School of Management
IÉSEG School of Management – europejska szkoła biznesowa posiadająca sześć kampusów: w Lilleie i La Défenseie. Założona w 1964. We Francji posiada status grande école.
W 2019 roku IESEG uplasowała się na 33 miejscu pośród wszystkich szkół biznesowych w Europie.
Programy studiów realizowane przez IESEG posiadają potrójną akredytację przyznaną przez AMBA, EQUIS oraz AACSB. Wśród najznamienitszych absolwentów tej uczelni znajdują się między innymi: dyrektor domu mody Adecco France Christophe Catoir i Alma francuska piosenkarka popowa.